# Sherry Turkle
Sherry Turkle (New York, 18 giugno 1948) è una sociologa, psicologa e tecnologa statunitense.
È un personaggio intellettuale di spicco che si occupa di studi sociali nel contesto delle relazioni tra tecnologia e soggetti umani. 
La sua carriera inizia negli anni settanta con gli studi di sociologia e psicologia presso l'Università di Harvard. Nel 1999 diventa professoressa di Social Studies of Science and Technology nel prestigioso Program in Science, Technology and Society del Massachusetts Institute of Technology (MIT). Attualmente dirige il MIT Initiative on Technology and Self, da lei fondato nel 2001. Le ricerche di questa iniziativa indagano i mutamenti nella costruzione dell'identità o, più in generale, sugli effetti sugli esseri umani, dovuti alle loro relazioni con gli "artefatti", intesi come insieme di tecnologie, dai videogiochi alla robotica ai software per simulazioni.
Nello specifico il MIT Initiative on Technology and Self ha come aree di ricerca i bambini e le bambine, Identità e Cultura digital, nanotecnologie e Identità umana, prospettive psicodinamiche sulla relazione tra tecnologia e il Sé. Al suo interno Turkle conduce attualmente il progetto "Relational Artifacts" sostenuto dal National Science Foundation, incentrato sull'impatto psicologico del passaggio del computer da semplice macchina di computazione a medium sociale.
Sulla stessa linea d'interesse è la conferenza che Turkle tiene nel maggio 2002, dal titolo "Whiter Psychoanalysis in Digital Culture?", nella quale si esplora un possibile dialogo tra la tradizione psicoanalitica e quella degli studi sociali e culturali sulla scienze e la tecnologia.
In uno dei suoi più importanti lavori, Life on the Screen (1995), Turkle discute su come la tecnologia emergente, e nello specifico i computer, incidono nel nostro modo di pensare e relazionarci nel cosiddetto cyberspazio, dimensione virtuale nella quale è possibile inviare emails, discutere e relazionarci con altri utenti attraverso più finestre.
Un altro aspetto affrontato in questo lavoro è la possibilità e i possibili risvolti terapeutici che si hanno nell'assumere più personalità all'interno di un M.U.D. (Multi-User Domains), come ad esempio videogiochi di genere fantasy al pc.

## Pubblicazioni
- Psychoanalytic Politics: Jacques Lacan and Freud's French Revolution. New York: Basic Books, 1978
- The Second Self: Computers and the Human Spirit. 1984
- Life on the Screen: Identity in the Age of the Internet.1995, ISBN 0-684-83348-4.
- Falling For Science: Objects in Mind. 2008
- Alone Together. Basic Books, 2011, ISBN 978-0-465-01021-9
- Reclaiming Conversation. The Power of Talk in a Digital Age. New York: Penguin Press, 2015